# Achyrocline
Achyrocline (лат.) — род цветковых растений семейства Астровые (Asteraceae). Виды этого рода произрастают в Латинской Америке.

## Описание
Это травы или кустарники с густым опушением и прямыми, часто разветвлёнными стеблями. Листья простые, очередные, лопасть длиннее своей ширины. Соцветие состоит из нескольких цветочных головок, каждая с небольшим количеством цветков (менее 20). Прицветники кремового цвета, цветки — с жёлтыми или белыми лепестками.

Виды Achyrocline
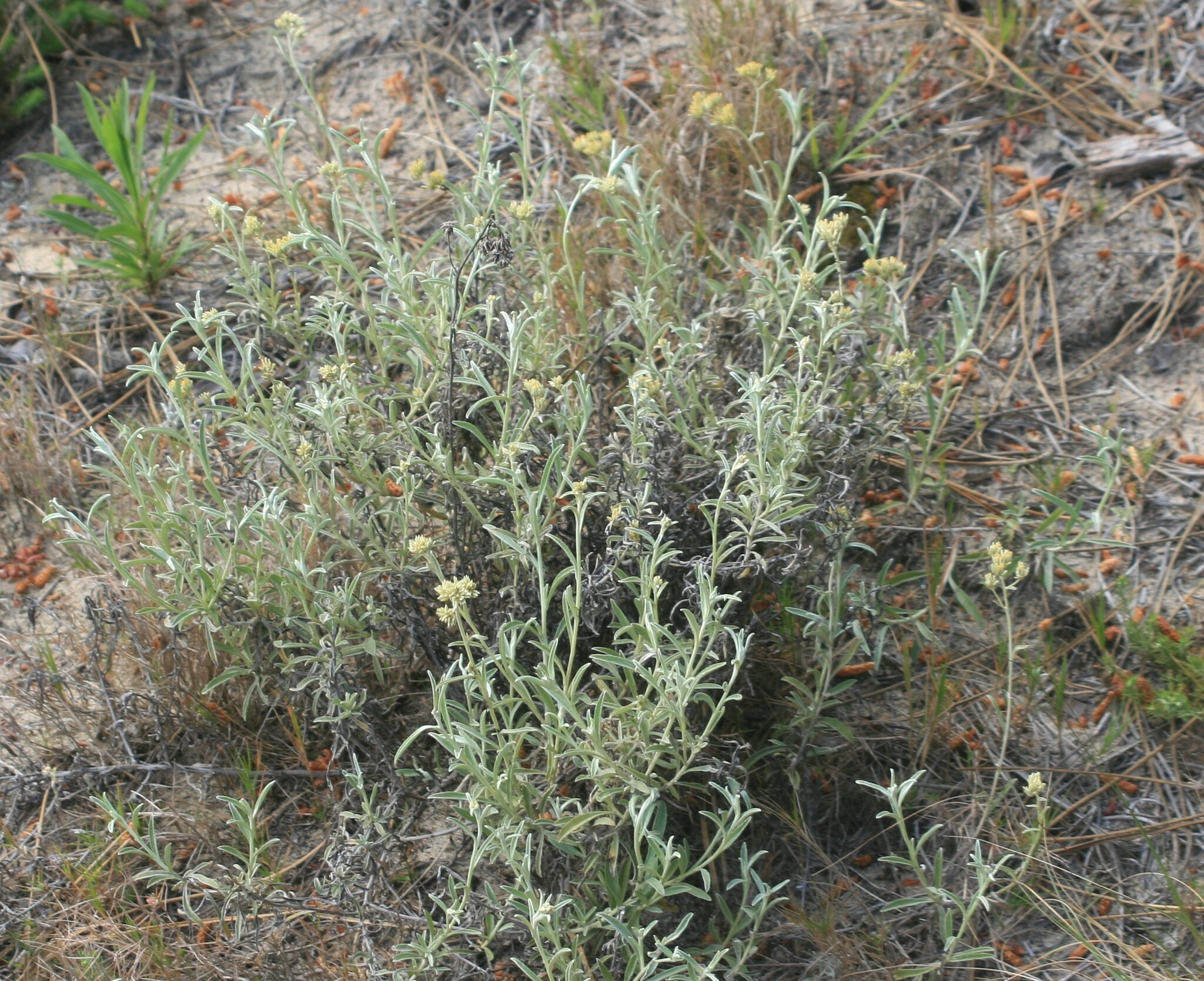
Achyrocline flaccida
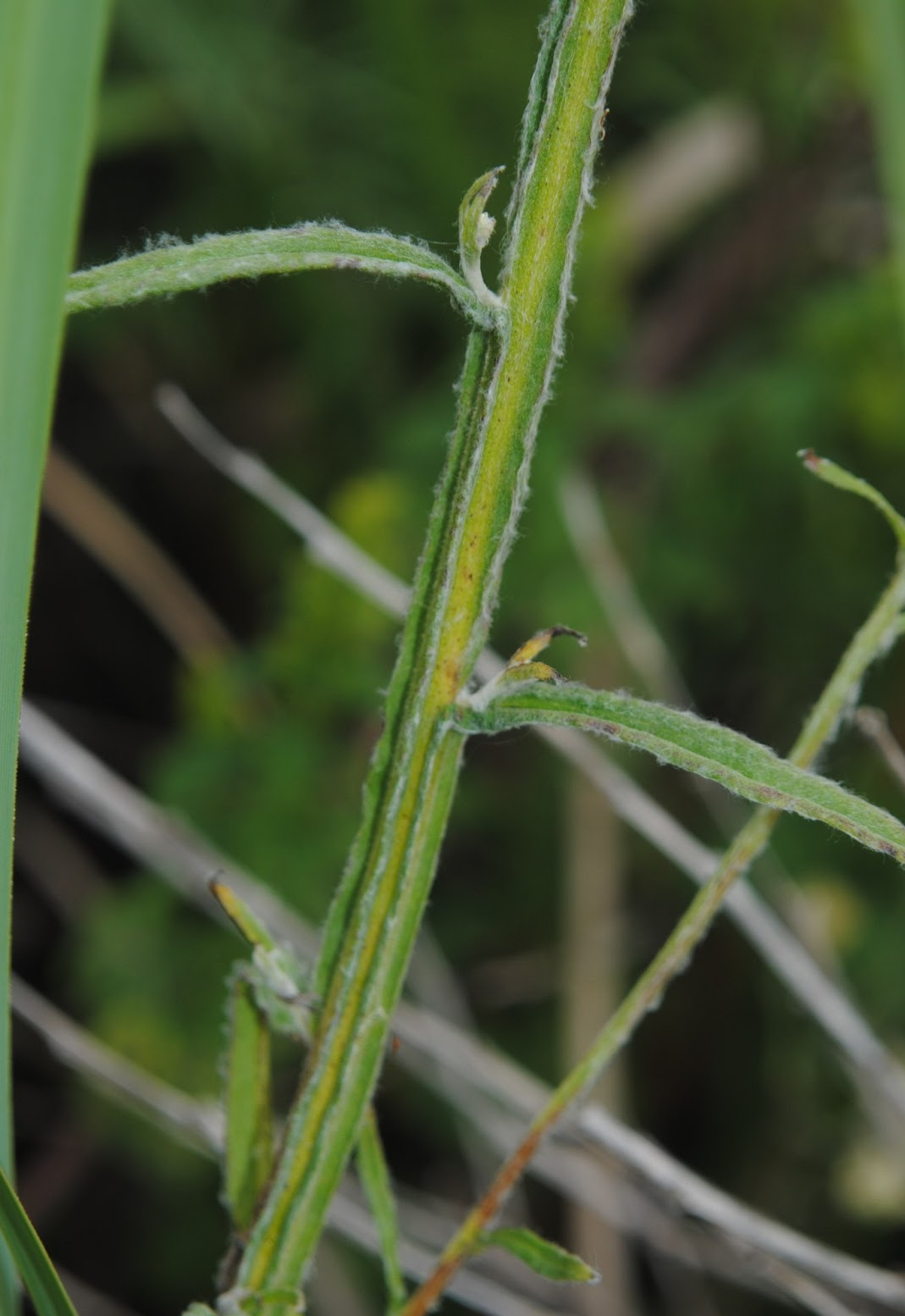
Achyrocline alata
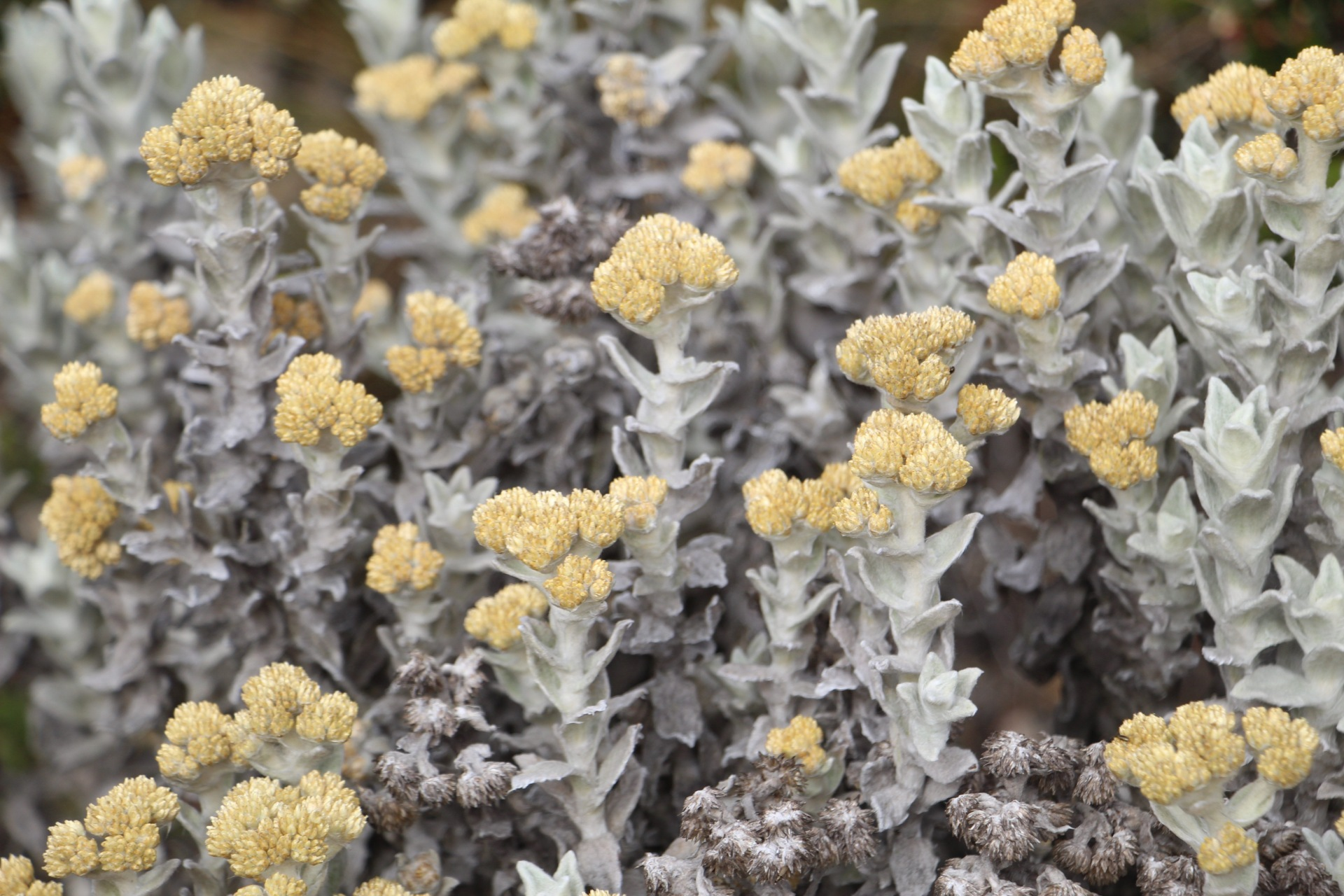
Achyrocline crassiceps
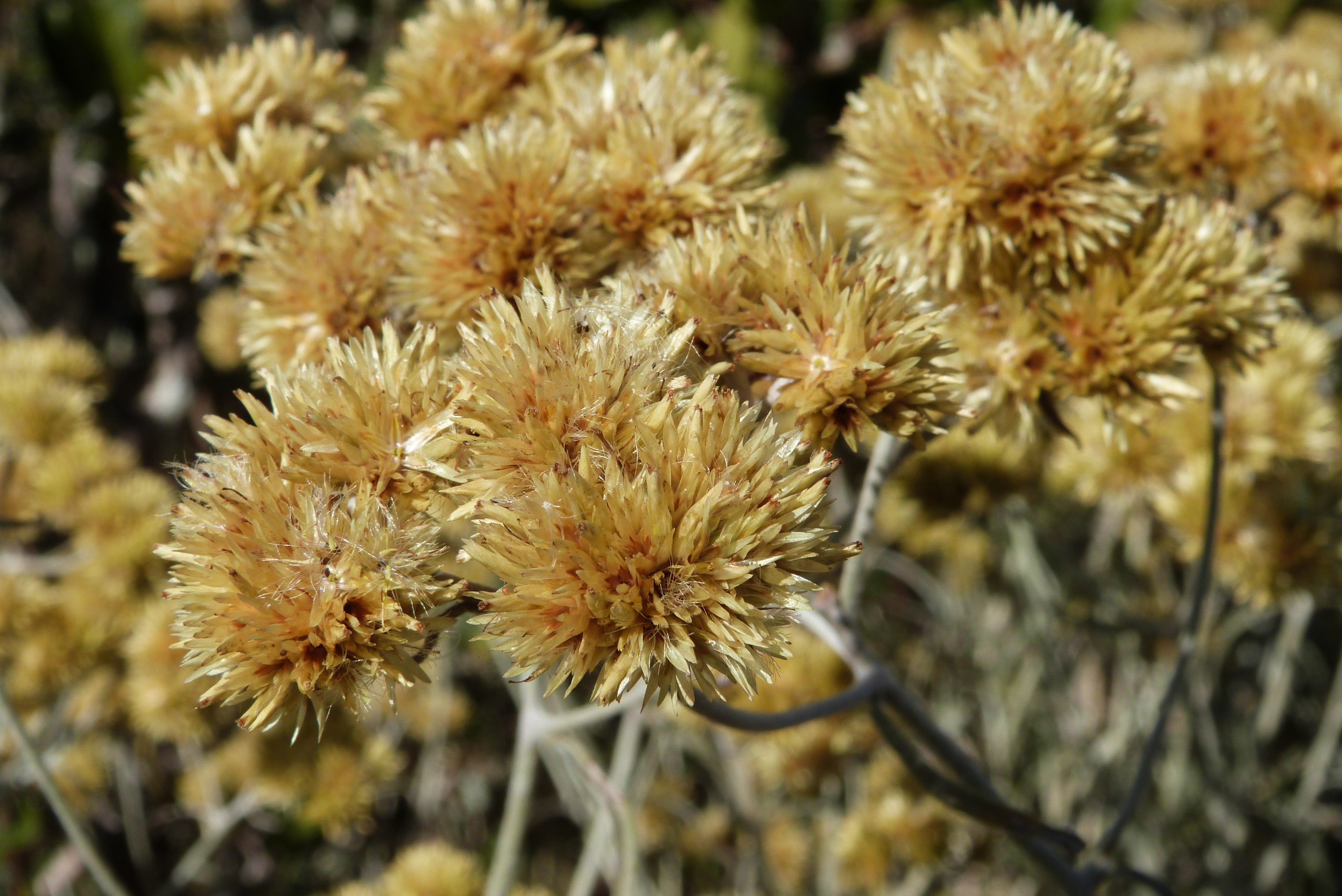
Achyrocline satureioides

## Виды
В род Achyrocline входят следующие виды:
- Achyrocline alata (Kunth) DC.
- Achyrocline anabelae Deble
- Achyrocline arrojadoana Mattf.
- Achyrocline bogotensis (Kunth) DC.
- Achyrocline celosioides DC.
- Achyrocline chionaea (DC.) Deble & Marchiori
- Achyrocline crassiceps S.F.Blake
- Achyrocline crassiuscula (Malme) Deble & Marchiori
- Achyrocline deflexa B.L.Rob. & Greenm.
- Achyrocline disjuncta Hemsl.
- Achyrocline eriodes (Mattf.) Deble & Marchiori
- Achyrocline flaccida (Weinm.) DC.
- Achyrocline flavida S.F.Blake
- Achyrocline gardneri (Baker) Deble & Marchiori
- Achyrocline gaudens V.M.Badillo & Gonz.Sánchez
- Achyrocline gertiana Deble & Marchiori
- Achyrocline glandulosa S.F.Blake
- Achyrocline guerreroana G.L.Nesom
- Achyrocline hallii Hieron.
- Achyrocline heringeri (H.Rob.) Deble & Marchiori
- Achyrocline hirta Klatt
- Achyrocline hyperchlora S.F.Blake
- Achyrocline latifolia Wedd.
- Achyrocline lehmannii Hieron.
- Achyrocline luisiana Deble
- Achyrocline macella Deble & Marchiori
- Achyrocline marchiorii Deble
- Achyrocline mathiolifolia DC.
- Achyrocline mollis Benth.
- Achyrocline oaxacana G.L.Nesom
- Achyrocline peruviana M.O.Dillon & Sagást.
- Achyrocline ramosissima Britton
- Achyrocline ribasiana Deble & Marchiori
- Achyrocline rupestris Cabrera
- Achyrocline saturejoides (Lam.) DC.
- Achyrocline scandens V.M.Badillo
- Achyrocline tombadorensis Deble & Marchiori
- Achyrocline tomentosa Rusby
- Achyrocline trianae Klatt
- Achyrocline vargasiana DC.
- Achyrocline vauthieriana DC.
- Achyrocline venosa Rusby
- Achyrocline ventosa Klatt
- Achyrocline virescens Klatt